# Andy Roach
Andy Roach (* 22. srpna 1973, Mattawan, Michigan, USA) je bývalý americký hokejista. Hrával na pozici obránce.

## Hráčská kariéra
Svoji hráčskou kariéru zahájil Roach v týmu Waterloo Black Hawks v americké juniorské lize USHL a týmu na Ferris State University, v tu dobu hrající soutěž NCAA. Po úspěšném dokončení svého vysokoškolského vzdělání hrál, až do konce sezóny 2004/2005, za spoustu různých týmů a ve velké škále různých lig, především v IHL, DEL (kde dokázal v sezóně 2000/2001 s týmem Adler Mannheim získat titul pro mistra Německé hokejové ligy) a NLA.
V začátku sezóny 2005/2006 debutoval za tým St. Louis Blues, když zaznamenal 6 trestných minut proti Detroitu Red Wings. Díky tomu dokázal Detroit porazit St. Louis ve svém prvním zápase nové sezóny, v domácí Joe Louis Aréně 5:1.  Po pěti odehraných zápasech zamířil Roach na farmu St. Louis, do týmu Peoria Rivermen. Zbytek sezóny dohrál v týmu ZSC Lions.
V další sezóně podepsal kontrakt s německým týmem Eisbären Berlín, s nímž mohl v sezónách 2007/2008 a 2008/2009 oslavit dva šampionáty DEL.  V srpnu 2010 přestoupil do týmu DEG Metro Stars.  Po sezóně 2010/2011, ve které se dostal mezi 10 nejlepších obránců sezóny, byla podle odborné poroty Ice Hockey News jeho smlouva předčasně prodloužena o další rok. Po sezoně 2011/2012 ukončil hráčskou kariéru.

## Kariéra v národním týmu
V roce 2004 byl pozván na blížící se Mistrovství světa v ledním hokeji, konané v České republice, v Praze a Ostravě. Na tomto turnaji byly jeho největší silnou stránkou nájezdy. Za 9 zápasů vstřelil 2 góly, oba z nájezdů. První gól vstřelil ve čtvrtfinále proti Česku, kde po perfektně provedeném blafáku na Tomáše Vokouna a po následovném neproměněném nájezdu Jiřího Dopity, porazila USA Česko 3:2 po samostatných nájezdech a postoupila do semifinále. Po prohře USA v semifinále nad Švédskem 2:3, hrály Spojené státy americké v boji o třetí místo proti Slovensku. Zápas skončil po základní hrací době i po prodloužení 0:0 a tak musely rozhodnout nájezdy. Při nich dokázal Roach překonat brankáře Jána Lašáka, rozhodující nájezd proměnil Erik Westrum a USA získala na tomto MS bronz.
V roce 2005 dostal další pozvánku, tentokrát na Mistrovství světa v ledním hokeji, konané v Rakousku, ve Vídni a Innsbrucku. Zde však v 7 zápasech nedokázal dát ani jeden gól. Při rozhodujícím nájezdu ve čtvrtfinále proti Česku neprostřelil Tomáše Vokouna, a tak USA prohrála nad Českem 2:3 po samostatných nájezdech. Spojené státy na tomto turnaji nakonec obsadily 6. místo.

## Statistiky kariéry

### Statistiky v základní části a v play-off
| 1991/92 | Waterloo Black Hawks    | USHL   | 45   | 12  | 16  | 28  | -  | -  | -  | -  |
| 1992/93 | Waterloo Black Hawks    | USHL   | 42   | 13  | 17  | 30  | -  | -  | -  | -  |
| 1993/94 | Ferris State University | NCAA   | 32   | 4   | 15  | 19  | -  | -  | -  | -  |
| 1994/95 | Ferris State University | NCAA   | 36   | 11  | 19  | 30  | -  | -  | -  | -  |
| 1995/96 | Ferris State University | NCAA   | 33   | 15  | 19  | 34  | -  | -  | -  | -  |
| 1996/97 | Ferris State University | NCAA   | 37   | 12  | 34  | 46  | -  | -  | -  | -  |
| 1997/98 | San Antonio Dragons     | MHP    | 67   | 8   | 16  | 24  | -  | -  | -  | -  |
| 1998/99 | Long Beach Ice Dogs     | MHP    | 41   | 5   | 21  | 26  | -  | -  | -  | -  |
| 1998/99 | Utah Grizzlies          | MHP    | 44   | 7   | 10  | 17  | -  | -  | -  | -  |
| 1999/00 | Krefeld Pinguine        | DEL    | 55   | 19  | 22  | 41  | 4  | 0  | 0  | 0  |
| 2000/01 | Adler Mannheim          | DEL    | 59   | 7   | 13  | 20  | 12 | 2  | 2  | 4  |
| 2001/02 | Adler Mannheim          | DEL    | 60   | 9   | 21  | 30  | 12 | 1  | 5  | 6  |
| 2002/03 | Adler Mannheim          | DEL    | 49   | 18  | 16  | 34  | 8  | 4  | 5  | 9  |
| 2003/04 | Adler Mannheim          | DEL    | 46   | 11  | 21  | 32  | 6  | 2  | 0  | 2  |
| 2004/05 | Lausanne HC             | NLA    | 14   | 4   | 5   | 9   | -  | -  | -  | -  |
| 2005/06 | St. Louis Blues         | NHL    | 5    | 1   | 2   | 3   | -  | -  | -  | -  |
| 2005/06 | Peoria Rivermen         | AHL    | 10   | 2   | 3   | 5   | -  | -  | -  | -  |
| 2005/06 | ZSC Lions               | NLA    | 14   | 4   | 7   | 11  | -  | -  | -  | -  |
| 2006/07 | Eisbären Berlín         | DEL    | 48   | 13  | 28  | 41  | 3  | 0  | 0  | 0  |
| 2007/08 | Eisbären Berlín         | DEL    | 56   | 16  | 31  | 47  | 14 | 1  | 6  | 7  |
| 2008/09 | Eisbären Berlín         | DEL    | 52   | 13  | 21  | 34  | 12 | 5  | 8  | 13 |
| 2009/10 | Eisbären Berlín         | DEL    | 55   | 12  | 21  | 33  | 5  | 1  | 2  | 3  |
| 2010/11 | DEG Metro Stars         | DEL    | 52   | 10  | 29  | 39  | 9  | 2  | 1  | 3  |
| 2011/12 | DEG Metro Stars         | DEL    | 52   | 8   | 29  | 37  | 7  | 1  | 2  | 3  |
| Celkem  | Celkem                  | Celkem | 1004 | 234 | 436 | 670 | 92 | 19 | 31 | 50 |

### Statistiky v reprezentaci
| Rok    | Tým    | Událost |    | Z | G | A | B |
| ------ | ------ | ------- | -- | - | - | - | - |
| 2004   | USA    | MS      | 9  | 2 | 3 | 5 |   |
| 2005   | USA    | MS      | 7  | 0 | 3 | 3 |   |
| Celkem | Celkem | Celkem  | 16 | 2 | 6 | 8 |   |

## Individuální ocenění a vyznamenání
| Cena                               | Rok       |
| ---------------------------------- | --------- |
| All- CCHA Rookie Team              | 1993–1994 |
| All- CCHA druhý tým                | 1994–95   |
| All- CCHA první tým                | 1995–1996 |
| AHCA West Second-Team All-American | 1995–1996 |
| All- CCHA první tým                | 1996–1997 |
| AHCA West Second-Team All-American | 1996–1997 |